# Babajide Collins Babatunde
Babajide Collins Babatunde (2 dicembre 1988) è un ex calciatore nigeriano, di ruolo attaccante.

## Carriera

### Club
Ha giocato 6 partite in Europa League con la maglia del Midtjylland segnando anche due gol, più altre 4 partite nella stessa competizione con la maglia dell'Ordabasy, club della prima divisione kazaka, in cui ha giocato dal 2011 al 2014, anno del suo ritiro.

### Nazionale
Ha giocato nella nazionale nigeriana Under-20.